# Mädchen in Uniform
Mädchen in Uniform es una película alemana de 1931, dirigida por Leontine Sagan y basada en la obra de teatro Gestern und heute de Christa Winsloe. Con un reparto totalmente femenino, fue estrenada en diversos países y obtuvo un gran éxito de crítica y público. En 1958 se hizo un remake, con la participación de Romy Schneider.
Es considerada como la primera película de temática lésbica en la historia de la cinematografía.

## Argumento
La película transcurre en 1910, en Potsdam, Prusia. Manuela von Meinhardis (protagonista) ha perdido a sus padres (padre alemán y madre francesa) y por eso su tía, la Baronesa von Ehrenberg, se hace cargo de ella, internándola en un colegio para hijas de oficiales. La directora del colegio es de la opinión de que solo la disciplina y el hambre convierten a las niñas mujeres fuertes y educadas. 
Manuela es asignada a la clase de la Srta. von Bernburg. Tan pronto como la Srta. von Bernburg conoce a Manuela hay un intercambio de miradas. Manuela debe obedecerle en todo e informarle cuando entra o sale del dormitorio. Todas las alumnas están enamoradas de la maestra Srta. von Bernburg, es la más joven de todas y tiene la costumbre de besarlas en la frente cuando van a dormir. Manuela no es la excepción y se enamora de la maestra. Durante todo el transcurso de la historia (la vida de un internado, las clases, los paseos...) hay un juego de miradas que sugiere el amor entre mujeres; incluso hay un beso en la boca, cuando la Srta. von Bernburg le da las buenas noches a Manuela.
La Srta. von Bernburg también es la profesora de teatro, haciendo Manuela el papel de Don Carlos en la obra homónima de Schiller. Tras el estreno de la pieza teatral, se celebra el éxito con una pequeña fiesta donde las Chicas toman ponche al que las cocineras han añadido algo de alcohol. Manuela toma demasiado ponche y acaba gritando: «Srta. von Bernburg usted es amor, ¡yo la amo! ¡y se que usted me ama!», y se desmaya.
Como castigo Manuela es confinada a un encierro solitario en una habitación, de la que no puede salir. La directora cree que solo la severidad puede curarla. La Srta. von Bernburg consigue hablar con Manuela y como consecuencia es amonestada por la directora. Al mismo tiempo Manuela sube por unas escaleras rezando porque se va a suicidar. Cuando está a punto de lanzarse, unas alumnas la ven y desesperadas llaman la atención de la Srta. von Bernburg, que aparece y llama a Manuela.
- En la versión que se estrenó en Estados Unidos, Manuela se suicida.
- En la versión estrenada en Alemania y en Londres, Manuela es detenida por sus compañeras y no se suicida.

Finalmente la directora, que también ha sido testigo de lo que su severidad ha provocado, regresa a su oficina bajo la mirada de las alumnas y de la Srta. von Bernburg.

## Producción
Mädchen in Uniform es la primera película de la historia del cine alemán dirigida a ser un producto comercial (es decir, a generar beneficios en las taquillas) y que fue coproducida por los participantes. La empresa berlinesa Deutsche Film-Gemeinschaft fue creada expresamente para ese fin y luego ser disuelta.
La profundidad de la influencia en la creación del director artístico Carl Froelich es discutida. Pero no se discute que Leontine Sagan entendía mucho más de teatro que de cine –un medio con el que todavía no había tenido ninguna experiencia–, mientras que Froelich tenía una experiencia de 28 años en la industria del cine a sus espaldas, siendo un maestro en su profesión. Leontine Sagan también trabajó con un codirector en sus dos películas posteriores. Donde se nota la mano de Sagan especialmente es en la dirección de las actrices, que, junto con la estricta composición, resultan en la calidad, y por tanto el impacto, de esta película. En vez de fuertes efectos, son los sentimientos de las jóvenes, cautelosos e individuales, los que están en primer plano. Poco común es el reparto exclusivamente femenino y, para la época, la colaboración de dos mujeres en las funciones clave de la dirección y ĺa escritura del guion.
También está demostrada la colaboración de Erika Mann, que aparece en la película en un papel menor de profesora. Según algunos autores, fue sustituida durante el rodaje por otra actriz. Las actrices protagonistas, Hertha Thiele y Dorothea Wieck, aparecieron de nuevo juntas en la película Anna und Elisabeth (1933) de Frank Wysbar. A pesar de que ambas actrices nacieron el mismo año, 1908, hacían papeles con edades muy distintas.
Una parte de la película fue rodada en el Großes Militärwaisenhaus («Gran orfanato militar») en Potsdam, incluyendo la escena en la escalera en la que Manuela intenta suicidarse.

## Recepción
En la primera presentación ante la censura alemana, la Filmprüfstelle, el 1 de octubre de 1931, la película (en su versión de 2682 m) fue prohibida para jóvenes.
La película fue estrenada internacionalmente y con éxito, sobre todo en Rumanía, Japón y los Estados Unidos, pero también Francia, Reino Unido y México. Hasta principios de 1934 obtuvo unos ingresos de seis millones de Reichsmark (RM). Los costes de producción solo habían sido de 55.000 RM. La actriz Hertha Thiele se convirtió gracias a la película durante un corto periodo de tiempo en una estrella del cine. Dorothea Wieck consiguió gracias a su actuación intensa un contrato con la productora Paramount, filmando dos más películas, pero sin gran éxito.
Varias películas alemanas siguieron la estela de Mädchen in Uniform representando relaciones íntimas entre mujeres, como Acht Mädels im Boot (1932) o Anna und Elisabeth (1933) o Ich für dich, du für mich (1934). Irving Thalberg, jefe de producción de MGM, se impresionó de tal manera con la forma tan sensible de mostrar el tema que dio permiso para una versión similar y sutil del amor entre mujeres en la película La Reina Cristina de Suecia (1933), la primera película de Greta Garbo tras más de un año y medio. En la película, la Garbo besa a su doncella directamente en la boca y no oculta de que tipo es la relación entre ambas. Mädchen in Uniform ganó el premio del público en el Festival de Cine de Venecia en 1932 por su técnica y recibió en Japón el premio Kinema Junpo por la mejor película en lengua extranjera (Tokio, 1934).
Mientras que Mädchen in Uniform era celebrada en muchos países por su calidad artística y por su alegato por un trato más humano, el crítico de cine Harry Alan Potamkin criticaba que en toda la película no había trazas de que el comportamiento autoritario pudiera superarse con un comportamiento democrático. La única esperanza para el control de la disciplina arbitraria de la directora es la princesa y benefactor de la escuela que aparece al final de la película (como público de la obra de teatro), pero no nota las circunstancias en las que viven las niñas. El principio de autoridad permanece inconmovible. 
Durante el nacionalsocialismo, Mädchen in Uniform fue inicialmente censurada (se cortaron muchas escenas) y luego prohibida, solo se permitió su proyección en el extranjero. La prohibición posiblemente tuvo menos que ver con el lesbianismo que con la representación de la falta de humanidad prusiana y la crítica a la autoridad y la disciplina. Otra posible razón es que muchas de las personas que intervinieron en la película eran judías. La película sobrevivió la II Guerra Mundial, pero en una versión muy censurada. El control en la Freiwillige Selbstkontrolle der Filmwirtschaft («Control propio voluntario de la industria del cine») el 8 de diciembre de 1949 liberó la versión de 2417 m sin trabas.
Tras ser mostrada en la República Federal de Alemania solo de forma no oficial, por ejemplo en forma de vídeo y en centros de mujeres —hasta hoy, la película tiene estatus de película de culto en el ambiente lésbico—, se volvió a estrenar públicamente en 1977, cuando algunas cadenas de televisión de Alemania Occidental decidieron emitirla en su tercer canal. Más tarde fue editada en vídeo con subtítulos en inglés en Estados Unidos (1994) y el Reino Unido (2000) por el British Film Institute. A esta versión, más larga que la que sobrevivió a la Guerra, le siguen faltando con toda probabilidad partes fundamentales para la comprensión del argumento.
El remake de 1958 (dirección de Géza von Radványi), a pesar de su reparto estelar con Romy Schneider, Lilli Palmer y Therese Giehse, no fue más que una versión aguada del tema original. La joven Romy Schneider hace el papel de adolescente exaltada, cuya afección por la profesora son representadas más bien como un exceso de su fuerte temperamento, más que como un sentimiento profundo; faltando también la crítica social.
Otras filmaciones:
- Muchachas de uniforme (Alfredo B. Crevenna, México 1951)
- Onna no sono (Keisuke Kinoshita, Japón 1954)

La película Lost and Delirious (Léa Pool, Canadá 2001) tomò una serie de motivos de la película Mädchen in Uniform, pero se basò en su propio guion. La acción también se desarrolla en un internado femenino, pero en Lost and Delirious se enamoran dos alumnas y no una alumna y una profesora.
Otra película que retomò el tema de la alumna que se enamora de su profesora es Loving Annabelle (Katherine Brooks, 2006). La idea tras Loving Annabelle solo se basa de forma lejana en Mädchen in Uniform, tal como reconocieron la directora y la guionista.